# Katseye
Katseye (en hangul, 캣츠아이; estilizado en mayúsculas), es un grupo femenino estadounidense formado en Los Ángeles, California, a través del reality show Dream Academy, una colaboración entre HYBE Corporation y Geffen Records. Está conformado por 6 miembros: Manon, Sophia, Daniela, Lara, Megan y Yoonchae.

## Historia

### Actividades predebut y formación
En noviembre de 2021, Hybe Corporation y Geffen Records abrieron sus solicitudes para un nuevo grupo de "Pop occidental" como parte de la empresa conjunta Hybe x Geffen Records.  Con audiciones realizadas en Corea del Sur, Estados Unidos, Japón y el Reino Unido en 2022, la asociación tenía como objetivo crear un grupo que "trascenderá las fronteras nacionales, culturales y artísticas".   En una entrevista con el Korea JoongAng Daily, el fundador de Hybe, Bang Si-hyuk, expresó sus intenciones de promover el grupo resultante en el mercado estadounidense. 
De entre más de 120.000 solicitantes, se seleccionaron veinte concursantes para competir en el reality show Dream Academy, que determinó la alineación de seis miembros del grupo de chicas a través de una serie de "misiones".  La competencia, que se estrenó el 19 de agosto de 2023, concluyó el 18 de noviembre, con Sophia Laforteza, Lara Raj, Yoonchae Jeung, Megan Skiendiel, Daniela Avanzini y Manon Bannerman como las seleccionadas para formar el grupo femenino Katseye. 

### 2024: Debut conSIS (Soft is Strong)
Tras intensos preparativos después de Dream Academy    , el grupo lanzó su álbum debut SIS (Soft is Strong) el 16 de agosto de 2024, con los sencillos "Debut" y "Touch" como canciones principales.
2025: Primer comeback: Beautiful Chaos
El 6 de Mayo anunciaron en sus redes sociales oficiales, el lanzamiento de su segundo EP ''Beautiful Chaos'' con fecha programada para el 27 de Junio del mismo año.
Previamente fueron publicados los videos musicales de las canciones incluidas en el Extended Play: ''Gnarly'' (30 de Abril) y ''Gabriela'' (20 de Junio) El mismo día, fue publicado el video musical del b-side ''Gameboy''

## Imagen pública
En una entrevista con la revista británica iD, la integrante Avanzini describió a Katseye como el primer grupo de chicas global "en hacer música pop, pero entrenado para hacer coreografías al estilo K-pop". Bannerman también destacó la diversidad de la formación del grupo, con Raj, Laforteza, Avanzini y ella misma, como los primeros artistas indios, filipinos, latinos y negros, respectivamente, en firmar con Hybe.  Antes del debut del grupo, Teen Vogue nombró a Katseye como uno de los doce "Grupos de chicas a tener en cuenta en 2024". 

## Miembros
- Manon[16]
- Sophia[16]
- Daniela[16]
- Lara[16]
- Megan[16]
- Yoonchae[16]

## Discografía

### EP
| Título               | Detalles | Mejores posiciones | Mejores posiciones | Mejores posiciones |
| Título               | Detalles | EUA                | SCO                | RU                 |
| -------------------- | --- | ------------------ | ------------------ | ------------------ |
| SIS (Soft Is Strong) | - Lanzamiento: 16 de agosto de 2024 - Discográfica: Hybe UMG, Geffen - Formatos: CD, LP, digital, streaming | 119                | 58                 | —                  |
| Beautiful Chaos      | - Lanzamiento: 27 de junio de 2025 - Discográfica: Hybe UMG, Geffen - Formatos: CD, LP, digital, streaming  | 4                  | 85                 | 55                 |

### Sencillos
| Título     | Año  | Mejores posiciones | Mejores posiciones | Mejores posiciones | Álbum                |
| Título     | Año  | EUA                | COR                | RU                 | Álbum                |
| ---------- | ---- | ------------------ | ------------------ | ------------------ | -------------------- |
| «Debut»    | 2024 | —                  | —                  | —                  | SIS (Soft Is Strong) |
| «Touch»    | 2024 | —                  | 70                 | —                  | SIS (Soft Is Strong) |
| «Gnarly»   | 2025 | 92                 | 104                | 52                 | Beautiful Chaos      |
| «Gabriela» | 2025 | 94                 | —                  | 42                 | Beautiful Chaos      |
| «Gameboy»  | 2025 | —                  | —                  | —                  | Beautiful Chaos      |